# Bella Hadid
Isabella Khair Hadid (Los Angeles, 9 oktober 1996) is een Amerikaans fotomodel. Sinds augustus 2014 staat ze onder contract bij IMG Models. In december 2016 werd zij verkozen tot "Model van het Jaar" voor Model.com's. Ook op 5 december 2022 won ze 'Model van het Jaar' tijdens de Britse Fashion Awards. In vier jaar heeft Hadid zevenentwintig keer op de covers van internationale Vogue-tijdschriften gestaan.

## Biografie
Hadid is de dochter van de Nederlandse Yolanda van den Herik. Hadid heeft één oudere zus, model Gigi Hadid en een jongere broer, Anwar Hadid. Ze is van Nederlandse en Palestijnse afkomst en heeft twee oudere halfzussen via vaders kant. Als tiener heeft ze op nationaal niveau (paarden) springwedstrijden gereden. In 2012 werd bij haar, haar moeder en broer, de chronische ziekte van Lyme vastgesteld.

## Persoonlijk leven
Na het afstuderen aan de Malibu High School in 2014, verhuisde Bella naar New York. In de herfst van 2014 begon ze met een studie fotografie op The Parsons School of Design, maar stopte daarmee omdat ze als model succesvoller was.

## Awards en nominaties
| Jaar | Betreft                                  | Award                                                      | Resultaat   |
| ---- | ---------------------------------------- | ---------------------------------------------------------- | ----------- |
| 2015 | Models.com Industry Awards               | Break Out Star: Women (Keuze van de lezers)                | Gewonnen    |
| 2016 | Second Annual Fashion Los Angeles Awards | Model of The Year                                          | Gewonnen    |
| 2016 | GQ Men of the Year Awards                | Model of The Year                                          | Gewonnen    |
| 2016 | British Fashion Awards                   | International Model of the Year                            | Genomineerd |
| 2016 | Models.com Industry Awards               | Model of the Year: Women (Keuze van de industrie)          | Gewonnen    |
| 2016 | Models.com Industry Awards               | Model of the Year: Women (Keuze van de lezers)             | Genomineerd |
| 2016 | Models.com Industry Awards               | Social Media Star of the Year: Women (Keuze van de lezers) | Genomineerd |
| 2022 | British Fashion Awards                   | Model Of the Year                                          | Gewonnen    |

## Filmografie

### Televisie
| Jaar      | Titel                             | Rol          |
| --------- | --------------------------------- | ------------ |
|           | Keeping Up With the Kardashians   | Als zichzelf |
| 2011-2016 | Real Housewives of Beverly Hills  | Als zichzelf |
| 2018      | Making a Model with Yolanda Hadid | Als zichzelf |
| 2022      | Ramy                              | Lena         |
| 2024      | Holland's Next Top Model          | Als zichzelf |

### Muziekvideo's
| Jaar | Artiest                 | Titel                |
| ---- | ----------------------- | -------------------- |
| 2014 | Jesse Jo Stark          | Down Your Drain      |
| 2014 | Jesse Jo Stark          | Baby Love            |
| 2015 | The Weeknd              | In the Night         |
| 2015 | Belly ft. The Weeknd    | Might Not (featured) |
| 2022 | Offset ft. Moneybagg Yo | CODE                 |